# Orquesta Sinfónica de la Región de Murcia
La Orquesta Sinfónica de la Región de Murcia, también conocida por su sigla OSRM, es una orquesta de música clásica que tiene su residencia en el Auditorio Víctor Villegas de Murcia, fue fundada en 1996 y es de titularidad pública, siendo gestionada en la actualidad por la Fundación Orquesta Sinfónica de la Región de Murcia. que fue constituida en septiembre de 2002.

## La formación
La OSRM está compuesta en la actualidad por una plantilla estable de cuarenta y nueve profesores seleccionados mediante concursos públicos y formados en su mayoría en los Conservatorios de la Región.
La orquesta, actúa normalmente en la Sala Narciso Yepes del Auditorio Victor Villegas de Murcia, ofreciendo numerosos conciertos, una decena de los cuales incluidos en un programa de abono de temporada.
La OSRM también ofrece un ciclo de abono en Cartagena, en el Auditorio El Batel.
La Fundación Orquesta Sinfónica de la Región de Murcia tiene un presupuesto de explotación de deficitario en unos dos millones y medio de euros al año, que son cubiertos por la Región de Murcia.
Desde el año 2002, la orquesta forma parte de la Asociación Española de Orquestas Sinfónicas (AEOS).

## Directores
Virginia Martínez es su directora titular y directora artística desde verano de 2012, cuando sustituyó al primer director titular de la OSRM, el maestro José Miguel Rodilla, que cogió la batuta de la orquesta después de su paso por la Orquesta del Conservatorio de Murcia (1990-1996) y que es en la actualidad catedrático en el Conservatorio Superior de Música de Murcia.
La OSRM ha recibido como directores invitados, entre otros, a Enrique García Asensio, Alexander Vedernikov, Támas Vásáry, Ignacio Yepes, Elio Boncompagni, Manuel Hernández Silva, Leo Brouwer, Jesús Amigo, Marcus Bosch, Pavel Baleff, Christian Badea o Dirk Vermeulen, entre otros.

## Colaboradores
Con la Orquesta Sinfónica de la Región de Murcia han colaborado solistas como los violonchelistas Mischa Maisky y Steven Isserlis, el violista murciano Joaquín Riquelme —único componente español de la Filarmónica de Berlín en la actualidad—, los pianistas Joaquín Achúcarro y Javier Perianes, etc.
La orquesta también ha ofrecido galas líricas e interpretado ópera y zarzuela de títulos como La Traviata, Cavalleria rusticana, Pagliacci, El elixir de amor, Norma, Madama Butterfly, Falstaff, El barbero de Sevilla o Carmen, entre otras, con artistas como las sopranos Montserrat Caballé, Ainhoa Arteta y Ana María Sánchez, los tenores Luis Dámaso y Aquiles Machado, el barítono Carlos Álvarez y el bajo Stefano Palatchi, así como conjuntos vocales como el Orfeón Donostiarra.
En septiembre de 2020 se publica Imagina con letra y música de Andrés Meseguer en la que la cantante Ruth Lorenzo pone voz principal.